# Gabriela (hrabina Carladès)
Księżniczka Gabriela, Hrabina Carladès (Gabriella Thérèse Marie, ur. 10 grudnia 2014 w The Centre Hospitalier Princesse Grace w Monako) – księżniczka Monako z dynastii Grimaldich, córka Alberta II, księcia Monako i jego żony, Charlene, księżnej Monako, wnuczka księcia Rainiera III; zajmuje drugie miejsce w linii sukcesji monakijskiego tronu.
Gabriela urodziła się w Monako jako pierwsze dziecko Alberta II, księcia Monako i Charlene, księżnej Monako.
Od 2019 uczęszcza do przedszkola Stella w Condamine.
Po urodzeniu otrzymała tytuł hrabiny Carladès. Zajmuje drugie miejsce w linii sukcesji monakijskiego tronu. Towarzyszy swoim rodzicom w oficjalnych wystąpieniach.
Poprzez swojego przodka, Jana Wilhelma Friso, księcia Oranii spokrewniona jest ze wszystkimi rodzinami królewskimi i książęcymi panującymi w Europie.

## Powiązania rodzinne i edukacja
Albert II, który pełni funkcję księcia Monako od kwietnia 2005 roku, w 2011 poślubił południowoafrykańską pływaczkę Charlene Wittstock. Władca nie miał legalnych potomków, a jego następczynią była starsza siostra, Karolina, księżna Hanoweru.
30 maja 2014 Pałac Książęcy ogłosił, że księżna Charlene jest w ciąży. W czerwcu ojciec księżnej poinformował na jednym z portali społecznościowych, że para książęca zostanie rodzicami bliźniąt. Księżna Monako miała potwierdzić tę wiadomość 7 października w rozmowie z dziennikarzami magazynu Hello! podczas pobytu w Nowym Jorku. Dwa dni później, wobec rosnących spekulacji, Pałac Książęcy w specjalnym oświadczeniu przyznał, że Charlene i Albert spodziewają się narodzin dwojga dzieci.
Księżniczka Gabriela urodziła się 10 grudnia 2014 o godzinie 17:04 w The Centre Hospitalier Princesse Grace w Monako, na dwie minuty przed swoim bratem bliźniakiem, księciem Jakubem.
Jej rodzicami są Albert II, książę Monako od 2005 roku i jego żona, Charlene, księżna Monako, była pływaczka pochodząca z Republiki Południowej Afryki.
Jej dziadkami są ze strony ojca Rainier III, książę Monako, panujący w latach 1949–2005 i jego żona, Grace, amerykańska aktorka, zdobywczyni Nagrody Akademii Filmowej; natomiast ze strony matki Michael Wittstock i Lynette Wittstock.
Ma młodszego brata, księcia Jakuba, starszą przyrodnią siostrę ze strony ojca, Jaśminę Grimaldi oraz starszego przyrodniego brata ze strony ojca, Aleksandra Grimaldi-Coste.
Narodziny pierwszych w historii rodu Grimaldich bliźniąt. zostały uczczone poprzez wystrzelenie czterdziestu dwóch armat z Fortu Antoine i włączenie dzwonów kościelnych na piętnaście minut. Flagi w całym państwie zostały zawieszone na masztach.
Księżniczka otrzymała imiona: Gabriela (na cześć jej przodkini, Jolanty Martyny Gabrieli, księżnej Polignac, Teresa (na cześć stryjecznej siostry księcia Rainiera, księżniczki Teresy Henrietty de Polignac, która zmarła w 2014) i Maria.

### Religia
Została ochrzczona w wierze katolickiej 10 maja 2015 w Katedrze Świętego Mikołaja w Monako. Jej rodzicami chrzestnymi zostali Gareth Wittstock (brat matki) i Nerine Pienaar (przyjaciółka rodziców). Książę Monako odznaczył ich z tej okazji Orderem Grimaldich.
12 maja 2025 księżniczka przyjęła sakrament pierwszej Komunii świętej.

### Edukacja
- La Petite Ecole w Monako (2018-2019)[16][17][18];
- przedszkole Stella w Condamine (2019-2021)[19].
- Institution François d'Assise-Nicolas Barré w Monako(2021-obecnie)[20][21].

## Członkini rodziny książęcej
Od urodzenia przysługuje jej tytuł Jej Książęcej Wysokości Księżniczki Monako; dodatkowo otrzymała od ojca tytuł Hrabiny Carladès. Po urodzeniu wpisana została na drugie miejsce linii sukcesji monakijskiego tronu i może zostać wyprzedzona przez potomków swojego brata, a także przez ewentualne narodziny kolejnego dynastycznego syna księcia Alberta II.
22 grudnia 2014 opublikowano pierwsze fotografie pary książęcej z ich dziećmi.
7 stycznia 2015 księżniczka Gabriela razem z rodzicami, bratem i krewnymi z rodu Grimaldich po raz pierwszy pojawiła się na balkonie Pałacu Książęcego. Oficjalna prezentacja bliźniąt była w Monako świętem publicznym. Na placu przed budynkiem znalazło się około pięciu tysięcy osób, w tym przedstawiciele rodziny de Massy i Wittstock.
10 maja została odznaczona przez ojca Orderem Grimaldich. 

### Działalność w Monako
Księżniczka Gabriela uczestniczy w wydarzeniach, odbywających się regularnie w Księstwie Monako, do których należą:
- wspomnienie Świętej Dewoty (27 stycznia), po raz pierwszy wzięła udział w uroczystych obchodach w 2017 roku;
- Narodowy Dzień Monako (19 listopada), w którym uczestniczy od 2015 r.;
- Międzynarodowy Festiwal Cyrkowy w Monte Carlo (styczeń), od 2018 r.

12 lipca wystąpiła podczas obchodów dziesięciu lat panowania księcia Alberta, a 19 listopada po raz pierwszy uczestniczyła w Narodowym Dniu Monako. 29 listopada razem z rodzicami i bratem wzięła udział w marszu, którego tematyka skierowana była na zmiany klimatu na kuli ziemskiej.
23 sierpnia 2017 towarzyszyła mamie i bratu podczas wizyty w Fundacji Hectora Otto i odwiedziła starszych podopiecznych tej organizacji.

### Wizyty zagraniczne
14 listopada 2018 w czasie swojej pierwszej podróży do Paryża uczestniczyła w oficjalnym spotkaniu w Pałacu Elizejskim z pierwszą damą Francji, Brigitte Macron.
W marcu 2019 uczestniczyła w oficjalnej wizycie przewodniczącego Chińskiej Republiki Ludowej do Księstwa Monako.
We wrześniu 2021 towarzyszyła ojcu i bratu w nieoficjalnej wizycie do Irlandii.

### Związki z innymi rodzinami panującymi
W lipcu 2022 Albert i Charlene z dziećmi udali się do Norwegii w związku z obchodami setnej rocznicy śmierci Alberta I, księcia Monako. W trakcie wizyty zostali przyjęci przez norweską rodzinę królewską: króla Haralda V, królową Sonję, księcia koronnego Haakona, księżną koronną Mette-Marit i księżniczkę Martę Ludwikę.

### Związki z Południową Afryką
W lutym 2019 po raz pierwszy pojechała do ojczyzny matki, Południowej Afryki. W trakcie wizyty w Benoni odwiedziła szkołę, którą księżna Charlene objęła swoim patronatem.
Od maja do listopada 2021 księżna Charlene zmuszona była pozostać w Afryce, rozdzielona ze swoją rodziną, w związku z powikłaną infekcją górnych dróg oddechowych. W sierpniu księżniczka Gabriela razem z bratem i ojcem odwiedziła matkę.

## Genealogia
Księżniczka Gabriela należy do dynastii Grimaldich, ale w linii męskiej jest potomkinią francuskich hrabiów de Polignac. Jej pradziadek, Pierre, urodził się we francuskiej miejscowości Hennebont i wstąpił do monakijskiej rodziny książęcej po ślubie z Charlotte, nieślubną córką Ludwika II, księcia Monako.
Jej babka ze strony ojca, Grace, pochodziła z Filadelfii w Stanach Zjednoczonych. Była znaną aktorką, a 30 marca 1955 w czasie 27. ceremonii wręczenia Oscarów otrzymała Nagrodę Akademii Filmowej w kategorii Najlepszej Aktorki za rolę Georgie Elgin w filmie Dziewczyna z prowincji. Ojciec Gabrieli, książę Albert, zrzekł się swojego amerykańskiego obywatelstwa w wieku dwudziestu jeden lat.
Jej pradziadek John Brendan Kelly został mistrzem olimpijskim w wioślarstwie trzykrotnie w czasie igrzysk olimpijskich w Antwerpii w 1920 roku i w Paryżu w 1924.
Poprzez swojego przodka, Jana Wilhelma Friso, księcia Oranii, Gabriela spokrewniona jest ze wszystkimi europejskimi rodami królewskimi i książęcymi.
Matka księżniczki, Charlene urodziła się na terenie obecnego Zimbabwe, a wychowywała w Republice Południowej Afryki. Rodzina Wittstock ma pochodzenie głównie europejskie, a ich przodkowie wyemigrowali do Afryki w XIX wieku. Pałac Książęcy nie wyjaśnił, czy dzieci księżnej Charlene posiadają obywatelstwo południowoafrykańskie.

### Przodkowie
|  |                                            |  |  |  |  |  |  |  |  |  |  |  |  |  |  |  |
|  | Maxence, hrabia Polignac (1857-1936)       |  |  |  |  |  |  |  |  |  |  |  |  |  |  |  |
|  |                                            |  |  |  |  |  |  |  |  |  |  |  |  |  |  |  |
|  |                                            |  |  |  |  |  |  |  |  |  |  |  |  |  |  |  |
|  | Pierre, książę Valentinois (1895-1964)     |  |  |  |  |  |  |  |  |  |  |  |  |  |  |  |
|  |                                            |  |  |  |  |  |  |  |  |  |  |  |  |  |  |  |
|  |                                            |  |  |  |  |  |  |  |  |  |  |  |  |  |  |  |
|  | Susana, hrabina Polignac (1858-1913)       |  |  |  |  |  |  |  |  |  |  |  |  |  |  |  |
|  |                                            |  |  |  |  |  |  |  |  |  |  |  |  |  |  |  |
|  |                                            |  |  |  |  |  |  |  |  |  |  |  |  |  |  |  |
|  | Rainier III, książę Monako (1923-2005)     |  |  |  |  |  |  |  |  |  |  |  |  |  |  |  |
|  |                                            |  |  |  |  |  |  |  |  |  |  |  |  |  |  |  |
|  |                                            |  |  |  |  |  |  |  |  |  |  |  |  |  |  |  |
|  | Ludwik II, książę Monako (1870-1949)       |  |  |  |  |  |  |  |  |  |  |  |  |  |  |  |
|  |                                            |  |  |  |  |  |  |  |  |  |  |  |  |  |  |  |
|  |                                            |  |  |  |  |  |  |  |  |  |  |  |  |  |  |  |
|  | Charlotte, księżna Valentinois (1898-1977) |  |  |  |  |  |  |  |  |  |  |  |  |  |  |  |
|  |                                            |  |  |  |  |  |  |  |  |  |  |  |  |  |  |  |
|  |                                            |  |  |  |  |  |  |  |  |  |  |  |  |  |  |  |
|  | Maria Louvet (1867-1930)                   |  |  |  |  |  |  |  |  |  |  |  |  |  |  |  |
|  |                                            |  |  |  |  |  |  |  |  |  |  |  |  |  |  |  |
|  |                                            |  |  |  |  |  |  |  |  |  |  |  |  |  |  |  |
|  | Albert II, książę Monako (1958-)           |  |  |  |  |  |  |  |  |  |  |  |  |  |  |  |
|  |                                            |  |  |  |  |  |  |  |  |  |  |  |  |  |  |  |
|  |                                            |  |  |  |  |  |  |  |  |  |  |  |  |  |  |  |
|  | John Kelly (1848-1917)                     |  |  |  |  |  |  |  |  |  |  |  |  |  |  |  |
|  |                                            |  |  |  |  |  |  |  |  |  |  |  |  |  |  |  |
|  |                                            |  |  |  |  |  |  |  |  |  |  |  |  |  |  |  |
|  | John Kelly (1899-1960)                     |  |  |  |  |  |  |  |  |  |  |  |  |  |  |  |
|  |                                            |  |  |  |  |  |  |  |  |  |  |  |  |  |  |  |
|  |                                            |  |  |  |  |  |  |  |  |  |  |  |  |  |  |  |
|  | Mary Kelly (1852-1926)                     |  |  |  |  |  |  |  |  |  |  |  |  |  |  |  |
|  |                                            |  |  |  |  |  |  |  |  |  |  |  |  |  |  |  |
|  |                                            |  |  |  |  |  |  |  |  |  |  |  |  |  |  |  |
|  | Grace, księżna Monako (1929-1982)          |  |  |  |  |  |  |  |  |  |  |  |  |  |  |  |
|  |                                            |  |  |  |  |  |  |  |  |  |  |  |  |  |  |  |
|  |                                            |  |  |  |  |  |  |  |  |  |  |  |  |  |  |  |
|  | Carl Majer (1863-1922)                     |  |  |  |  |  |  |  |  |  |  |  |  |  |  |  |
|  |                                            |  |  |  |  |  |  |  |  |  |  |  |  |  |  |  |
|  |                                            |  |  |  |  |  |  |  |  |  |  |  |  |  |  |  |
|  | Margaret Kelly (1898-1990)                 |  |  |  |  |  |  |  |  |  |  |  |  |  |  |  |
|  |                                            |  |  |  |  |  |  |  |  |  |  |  |  |  |  |  |
|  |                                            |  |  |  |  |  |  |  |  |  |  |  |  |  |  |  |
|  | Margaretha Majer (1870-1949)               |  |  |  |  |  |  |  |  |  |  |  |  |  |  |  |
|  |                                            |  |  |  |  |  |  |  |  |  |  |  |  |  |  |  |
|  |                                            |  |  |  |  |  |  |  |  |  |  |  |  |  |  |  |
|  | Gabriela, hrabina Carladès (2014-)         |  |  |  |  |  |  |  |  |  |  |  |  |  |  |  |
|  |                                            |  |  |  |  |  |  |  |  |  |  |  |  |  |  |  |
|  |                                            |  |  |  |  |  |  |  |  |  |  |  |  |  |  |  |
|  | Heinrich Wittstock                         |  |  |  |  |  |  |  |  |  |  |  |  |  |  |  |
|  |                                            |  |  |  |  |  |  |  |  |  |  |  |  |  |  |  |
|  |                                            |  |  |  |  |  |  |  |  |  |  |  |  |  |  |  |
|  | Dudley Wittstock (1918-1986)               |  |  |  |  |  |  |  |  |  |  |  |  |  |  |  |
|  |                                            |  |  |  |  |  |  |  |  |  |  |  |  |  |  |  |
|  |                                            |  |  |  |  |  |  |  |  |  |  |  |  |  |  |  |
|  | Olive Wittstock                            |  |  |  |  |  |  |  |  |  |  |  |  |  |  |  |
|  |                                            |  |  |  |  |  |  |  |  |  |  |  |  |  |  |  |
|  |                                            |  |  |  |  |  |  |  |  |  |  |  |  |  |  |  |
|  | Michael Wittstock (1946-)                  |  |  |  |  |  |  |  |  |  |  |  |  |  |  |  |
|  |                                            |  |  |  |  |  |  |  |  |  |  |  |  |  |  |  |
|  |                                            |  |  |  |  |  |  |  |  |  |  |  |  |  |  |  |
|  | Henry Nicolson                             |  |  |  |  |  |  |  |  |  |  |  |  |  |  |  |
|  |                                            |  |  |  |  |  |  |  |  |  |  |  |  |  |  |  |
|  |                                            |  |  |  |  |  |  |  |  |  |  |  |  |  |  |  |
|  | Sylvia Wittstock (1921-2015)               |  |  |  |  |  |  |  |  |  |  |  |  |  |  |  |
|  |                                            |  |  |  |  |  |  |  |  |  |  |  |  |  |  |  |
|  |                                            |  |  |  |  |  |  |  |  |  |  |  |  |  |  |  |
|  | Marjorie Nicolson                          |  |  |  |  |  |  |  |  |  |  |  |  |  |  |  |
|  |                                            |  |  |  |  |  |  |  |  |  |  |  |  |  |  |  |
|  |                                            |  |  |  |  |  |  |  |  |  |  |  |  |  |  |  |
|  | Charlene, księżna Monako (1978-)           |  |  |  |  |  |  |  |  |  |  |  |  |  |  |  |
|  |                                            |  |  |  |  |  |  |  |  |  |  |  |  |  |  |  |
|  |                                            |  |  |  |  |  |  |  |  |  |  |  |  |  |  |  |
|  | Ernest Humberstone                         |  |  |  |  |  |  |  |  |  |  |  |  |  |  |  |
|  |                                            |  |  |  |  |  |  |  |  |  |  |  |  |  |  |  |
|  |                                            |  |  |  |  |  |  |  |  |  |  |  |  |  |  |  |
|  | Brian Humberstone (1932-1998)              |  |  |  |  |  |  |  |  |  |  |  |  |  |  |  |
|  |                                            |  |  |  |  |  |  |  |  |  |  |  |  |  |  |  |
|  |                                            |  |  |  |  |  |  |  |  |  |  |  |  |  |  |  |
|  | Lilian Humberstone                         |  |  |  |  |  |  |  |  |  |  |  |  |  |  |  |
|  |                                            |  |  |  |  |  |  |  |  |  |  |  |  |  |  |  |
|  |                                            |  |  |  |  |  |  |  |  |  |  |  |  |  |  |  |
|  | Lynette Wittstock (1959-)                  |  |  |  |  |  |  |  |  |  |  |  |  |  |  |  |
|  |                                            |  |  |  |  |  |  |  |  |  |  |  |  |  |  |  |
|  |                                            |  |  |  |  |  |  |  |  |  |  |  |  |  |  |  |
|  | Charles Openshaw                           |  |  |  |  |  |  |  |  |  |  |  |  |  |  |  |
|  |                                            |  |  |  |  |  |  |  |  |  |  |  |  |  |  |  |
|  |                                            |  |  |  |  |  |  |  |  |  |  |  |  |  |  |  |
|  | Violet Humberstone                         |  |  |  |  |  |  |  |  |  |  |  |  |  |  |  |
|  |                                            |  |  |  |  |  |  |  |  |  |  |  |  |  |  |  |
|  |                                            |  |  |  |  |  |  |  |  |  |  |  |  |  |  |  |
|  | Alice Openshaw                             |  |  |  |  |  |  |  |  |  |  |  |  |  |  |  |
|  |                                            |  |  |  |  |  |  |  |  |  |  |  |  |  |  |  |
|  |                                            |  |  |  |  |  |  |  |  |  |  |  |  |  |  |  |

### Rodzina książęca
| Pierwsze pokolenie                                                                                              | Drugie pokolenie                                | Trzecie pokolenie                            | Czwarte pokolenie                      | Piąte pokolenie                   |
| --- | ----------------------------------------------- | -------------------------------------------- | -------------------------------------- | --------------------------------- |
| Pierre, książę Valentinois (ur 1895, zm. 1964) Charlotte, księżna Valentinois (ur. 1898, zm. 1977) (potomkowie) | Antoinette, baronowa Massy (ur. 1920, zm. 2011) | Elisabeth de Massy (ur. 1947, zm. 2020)      | Jean Taubert Natta (ur. 1974)          | Melchior Taubert Natta (ur. 2009) |
| Pierre, książę Valentinois (ur 1895, zm. 1964) Charlotte, księżna Valentinois (ur. 1898, zm. 1977) (potomkowie) | Antoinette, baronowa Massy (ur. 1920, zm. 2011) | Elisabeth de Massy (ur. 1947, zm. 2020)      | Melanie-Antoinette de Massy (ur. 1985) |                                   |
| Pierre, książę Valentinois (ur 1895, zm. 1964) Charlotte, księżna Valentinois (ur. 1898, zm. 1977) (potomkowie) | Antoinette, baronowa Massy (ur. 1920, zm. 2011) | Christan de Massy (ur. 1949)                 | Leticia de Massy (ur. 1971)            | Rose de Brouwer (ur. 2008)        |
| Pierre, książę Valentinois (ur 1895, zm. 1964) Charlotte, księżna Valentinois (ur. 1898, zm. 1977) (potomkowie) | Antoinette, baronowa Massy (ur. 1920, zm. 2011) | Christan de Massy (ur. 1949)                 | Leticia de Massy (ur. 1971)            | Sylvestre de Brouwer (ur. 2008)   |
| Pierre, książę Valentinois (ur 1895, zm. 1964) Charlotte, księżna Valentinois (ur. 1898, zm. 1977) (potomkowie) | Antoinette, baronowa Massy (ur. 1920, zm. 2011) | Christan de Massy (ur. 1949)                 | Brice de Massy (ur. 1987)              |                                   |
| Pierre, książę Valentinois (ur 1895, zm. 1964) Charlotte, księżna Valentinois (ur. 1898, zm. 1977) (potomkowie) | Antoinette, baronowa Massy (ur. 1920, zm. 2011) | Christan de Massy (ur. 1949)                 | Antoine de Massy (ur. 1997)            |                                   |
| Pierre, książę Valentinois (ur 1895, zm. 1964) Charlotte, księżna Valentinois (ur. 1898, zm. 1977) (potomkowie) | Antoinette, baronowa Massy (ur. 1920, zm. 2011) | Christine-Alix de Massy (ur. 1951, zm. 1989) | Sebastian Knecht de Massy (ur. 1972)   | Christine Knecht (ur. 2000)       |
| Pierre, książę Valentinois (ur 1895, zm. 1964) Charlotte, księżna Valentinois (ur. 1898, zm. 1977) (potomkowie) | Antoinette, baronowa Massy (ur. 1920, zm. 2011) | Christine-Alix de Massy (ur. 1951, zm. 1989) | Sebastian Knecht de Massy (ur. 1972)   | Alexia Knecht (ur. 2001)          |
| Pierre, książę Valentinois (ur 1895, zm. 1964) Charlotte, księżna Valentinois (ur. 1898, zm. 1977) (potomkowie) | Antoinette, baronowa Massy (ur. 1920, zm. 2011) | Christine-Alix de Massy (ur. 1951, zm. 1989) | Sebastian Knecht de Massy (ur. 1972)   | Vittoria Knecht (ur. 2007)        |
| Pierre, książę Valentinois (ur 1895, zm. 1964) Charlotte, księżna Valentinois (ur. 1898, zm. 1977) (potomkowie) | Antoinette, baronowa Massy (ur. 1920, zm. 2011) | Christine-Alix de Massy (ur. 1951, zm. 1989) | Sebastian Knecht de Massy (ur. 1972)   | Andrea Knecht (ur. 2008)          |
| Pierre, książę Valentinois (ur 1895, zm. 1964) Charlotte, księżna Valentinois (ur. 1898, zm. 1977) (potomkowie) | Rainier III, książę Monako (ur. 1923, zm. 2005) | Caroline, księżna Hanoweru (ur. 1957)        | Andrea Casiraghi (ur. 1984)            | Alexandre Casiraghi (ur. 2013)    |
| Pierre, książę Valentinois (ur 1895, zm. 1964) Charlotte, księżna Valentinois (ur. 1898, zm. 1977) (potomkowie) | Rainier III, książę Monako (ur. 1923, zm. 2005) | Caroline, księżna Hanoweru (ur. 1957)        | Andrea Casiraghi (ur. 1984)            | India Casiraghi (ur. 2015)        |
| Pierre, książę Valentinois (ur 1895, zm. 1964) Charlotte, księżna Valentinois (ur. 1898, zm. 1977) (potomkowie) | Rainier III, książę Monako (ur. 1923, zm. 2005) | Caroline, księżna Hanoweru (ur. 1957)        | Andrea Casiraghi (ur. 1984)            | Maximilian Casiraghi (ur. 2018)   |
| Pierre, książę Valentinois (ur 1895, zm. 1964) Charlotte, księżna Valentinois (ur. 1898, zm. 1977) (potomkowie) | Rainier III, książę Monako (ur. 1923, zm. 2005) | Caroline, księżna Hanoweru (ur. 1957)        | Charlotte Casiraghi (ur. 1986)         | Raphael Elmaleh (ur. 2013)        |
| Pierre, książę Valentinois (ur 1895, zm. 1964) Charlotte, księżna Valentinois (ur. 1898, zm. 1977) (potomkowie) | Rainier III, książę Monako (ur. 1923, zm. 2005) | Caroline, księżna Hanoweru (ur. 1957)        | Charlotte Casiraghi (ur. 1986)         | Balthasar Rassam (ur. 2018)       |
| Pierre, książę Valentinois (ur 1895, zm. 1964) Charlotte, księżna Valentinois (ur. 1898, zm. 1977) (potomkowie) | Rainier III, książę Monako (ur. 1923, zm. 2005) | Caroline, księżna Hanoweru (ur. 1957)        | Pierre Casiraghi (ur. 1987)            | Stefano Casiraghi (ur. 2017)      |
| Pierre, książę Valentinois (ur 1895, zm. 1964) Charlotte, księżna Valentinois (ur. 1898, zm. 1977) (potomkowie) | Rainier III, książę Monako (ur. 1923, zm. 2005) | Caroline, księżna Hanoweru (ur. 1957)        | Pierre Casiraghi (ur. 1987)            | Franceso Casiraghi (ur. 2018)     |
| Pierre, książę Valentinois (ur 1895, zm. 1964) Charlotte, księżna Valentinois (ur. 1898, zm. 1977) (potomkowie) | Rainier III, książę Monako (ur. 1923, zm. 2005) | Caroline, księżna Hanoweru (ur. 1957)        | księżniczka Alexandra (ur. 1999)       |                                   |
| Pierre, książę Valentinois (ur 1895, zm. 1964) Charlotte, księżna Valentinois (ur. 1898, zm. 1977) (potomkowie) | Rainier III, książę Monako (ur. 1923, zm. 2005) | Albert II, książę Monako (ur. 1958)          | Jazmin Grimaldi (ur. 1992)             |                                   |
| Pierre, książę Valentinois (ur 1895, zm. 1964) Charlotte, księżna Valentinois (ur. 1898, zm. 1977) (potomkowie) | Rainier III, książę Monako (ur. 1923, zm. 2005) | Albert II, książę Monako (ur. 1958)          | Alexandre Grimaldi-Coste (ur. 2003)    |                                   |
| Pierre, książę Valentinois (ur 1895, zm. 1964) Charlotte, księżna Valentinois (ur. 1898, zm. 1977) (potomkowie) | Rainier III, książę Monako (ur. 1923, zm. 2005) | Albert II, książę Monako (ur. 1958)          | Gabriela, hrabina Carladès (ur. 2014)  |                                   |
| Pierre, książę Valentinois (ur 1895, zm. 1964) Charlotte, księżna Valentinois (ur. 1898, zm. 1977) (potomkowie) | Rainier III, książę Monako (ur. 1923, zm. 2005) | Albert II, książę Monako (ur. 1958)          | Jakub, markiz Baux (ur. 2014)          |                                   |
| Pierre, książę Valentinois (ur 1895, zm. 1964) Charlotte, księżna Valentinois (ur. 1898, zm. 1977) (potomkowie) | Rainier III, książę Monako (ur. 1923, zm. 2005) | księżniczka Stephanie (ur. 1965)             | Louis Ducruet (ur. 1992)               | Victoire Ducruet (ur. 2023)       |
| Pierre, książę Valentinois (ur 1895, zm. 1964) Charlotte, księżna Valentinois (ur. 1898, zm. 1977) (potomkowie) | Rainier III, książę Monako (ur. 1923, zm. 2005) | księżniczka Stephanie (ur. 1965)             | Pauline Ducruet (ur. 1994)             |                                   |
| Pierre, książę Valentinois (ur 1895, zm. 1964) Charlotte, księżna Valentinois (ur. 1898, zm. 1977) (potomkowie) | Rainier III, książę Monako (ur. 1923, zm. 2005) | księżniczka Stephanie (ur. 1965)             | Camille Gottlieb (ur. 1998)            |                                   |

## Odznaczenia
Lista odznaczeń przyznanych księżniczce Gabrieli:
| Data         | Państwo | Osoba przyznająca  | Odznaczenie                     |
| ------------ | ------- | ------------------ | ------------------------------- |
| 10 maja 2015 | Monako  | Albert II Grimaldi | Wielki Oficer Orderu Grimaldich |

## Tytuły
| Od              | do    | Tytuł                                  |
| --------------- | ----- | -------------------------------------- |
| 10 grudnia 2014 | nadal | Jej Książęca Wysokość Hrabina Carladès |